# Bitka za Pocotaligo
Bitka za Pocotaligo, trodnevna akcija federalnih američkih snaga protiv konfederacijskih snaga koja se zbila u listopadu 1862. godine. Cilj akcije bio je prekid željezničkog prometa između Charlestona i Savannaha. Napad su predvodili brigadni generali J.M. Brannon i A.M. Terry s 4.500 vojnika koji su se utaborili sedam milja južno od  Mackays Pointa, plantaže obitelji Mackay, koju su uništile trupe generala Shermana 1865.
Branitelja, vojnika konfederacije, bilo je oko 2.000 a predvodio ih je pukovnik W.S. Walker, koji je morao štiti područje između Charlestona i Savannaha zbog zaštite pruge. 
22. listopada kada je svanulo započela je i bitka koja se uglavnom vodila u blizini mosta Pocataligo Bridge. Svega 475 vojnika konfederacije zadržavalo je snage federalaca koje su se nalazile kod Castonove plantaže dok im vlakom ne stigne pomoć od 200 vojnika. U sumrak su se federalni vojnici povukli prema Port Royalu, učinivši tek manju štetu na pruzi.